# Euprosthenopsis lesserti garambensis
Euprosthenopsis lesserti là một phân loài nhện trong họ Pisauridae.
Loài này thuộc chi Euprosthenopsis. Euprosthenopsis lesserti garambensis được Roger de Lessert miêu tả năm 1928.